# Igor Potapovich
Igor Potapovich (Kazajistán, 6 de septiembre de 1967) es un atleta kazajo retirado especializado en la prueba de salto con pértiga, en la que consiguió ser campeón mundial en pista cubierta en 1997.

## Carrera deportiva
En el Campeonato Mundial de Atletismo en Pista Cubierta de 1997 ganó la medalla de oro en el salto con pértiga, con un salto por encima de 5.90 metros que fue récord de Asia, por delante del estadounidense Lawrence Johnson (plata con 5.85 metros) y del ruso Maksim Tarasov (bronce con 5.80 metros).